# 西日本旅客鉄道の乗務員区所一覧
西日本旅客鉄道の乗務員区所一覧（にしにほんりょかくてつどうのじょうむいんくしょいちらん）は、西日本旅客鉄道に存在する、運転士及び車掌が在籍する乗務員区所を列挙したものである。

## 乗務員区所の名称

### 新幹線（新幹線鉄道事業本部、金沢支社）
西日本旅客鉄道の新幹線の乗務員区所は3つの種類がある。
- 運転士のみが在籍する新幹線運転所。
- 運転士および車掌が在籍する新幹線列車区。
- 車掌のみが在籍する新幹線車掌所。

### 在来線（各支社）
西日本旅客鉄道の在来線の乗務員区所は大きくわけて5つの種類がある。
- 運転士のみが在籍する電車区、運転区、運転所。
- 車掌のみが在籍する車掌区。
- 運転士、車掌がともに在籍する列車区。
- 地域鉄道部内の乗務員区所である乗務員センター、運転センター、車掌センター。
- 鉄道部内の乗務員区所である列車支部。

## 各支社の名称の使い分け
乗務員区所の名称は支社単位で異なる。以下は、支社ごとの使い分けをまとめたものである。

### 新幹線（新幹線鉄道事業本部、金沢支社）
- 運転士のみが在籍する区所 - 新幹線運転所
- 車掌のみが在籍する区所 - 新幹線車掌所
- 運転士・車掌が在籍する区所 - 新幹線列車区

### 在来線
- 運転士のみが在籍する区所
  - 電車区 - 京滋・阪奈・兵庫支社
  - 運転区・運転所 - 和歌山・岡山・広島・山陰支社、福知山管理部

- 車掌のみが在籍する区所
  - 車掌区 - 金沢支社を除く全支社

- 運転士・車掌がともに在籍する区所
  - 列車区 - 金沢・京滋・兵庫・和歌山・岡山支社、福知山管理部

#### 地域鉄道部
- 運転センター、車掌センター - 金沢支社
  - 運転派出 - 金沢支社

※ 一部では車両基地を兼ねている区所もある。

#### 鉄道部
鉄道部は、運転士及び車掌が在籍している区所と、運転士のみが在籍している区所がある。
- 列車支部 - 山陰支社

※運輸センターには車両も配置されていた。
※ 金沢・阪奈・兵庫・和歌山・広島支社では特に名称はない。

## 乗務員区所一覧
以下は西日本旅客鉄道の新幹線の乗務員区所の一覧を表す。
※車両基地を併設している区所は「●」と表記してある。

### 新幹線

#### 山陽新幹線統括本部

##### 新幹線運転士
- 大阪新幹線運転所
- 広島新幹線運転所

##### 新幹線車掌
- 大阪新幹線車掌所（旧・大阪西車掌所）
- 広島新幹線車掌所（旧・広島車掌所）

##### 新幹線運転士・車掌
- 博多新幹線列車区（旧・博多運転所、博多車掌所）

#### 金沢支社

##### 新幹線運転士・車掌
- 金沢新幹線列車区
- 敦賀新幹線列車区

### 在来線

#### 金沢支社

##### 運転士
- 北陸広域鉄道部富山運転センター（旧・富山地域鉄道部富山運転センター、富山鉄道部）
  - 高岡運転派出（旧・富山地域鉄道部高岡派出、高岡鉄道部）
  - 糸魚川運転派出（旧・糸魚川地域鉄道部糸魚川運転センター、糸魚川運転区）

##### 運転士・車掌
- 敦賀列車区（旧・福井地域鉄道部敦賀運転派出→敦賀地域鉄道部敦賀運転センター、福井地域鉄道部福井運転センター）
- 七尾鉄道部運転科

#### 京滋支社

##### 運転士
- 京都電車区

##### 車掌
- 京都車掌区

##### 運転士・車掌
- みやこ列車区
- 草津列車区（京都車掌区、京都電車区より一部業務移管）
- 米原列車区

#### 阪奈支社

##### 運転士
- 大阪電車区
- 森ノ宮電車区
- 天王寺電車区
- 京橋電車区
- 鳳電車区
- 奈良電車区
- 王寺鉄道部
- ●かめやま運転区

##### 車掌
- 大阪車掌区
- 天王寺車掌区
- あべの車掌区（天王寺車掌区より一部業務移管）
- 京橋車掌区
- 奈良車掌区

##### 運転士•車掌
- 尼崎列車区（旧尼崎電車区）

#### 兵庫支社

##### 運転士
- 明石電車区
- ●ひめじ運転区

##### 車掌
- 明石車掌区

##### 運転士・車掌
- 姫路列車区

#### 和歌山支社

##### 車掌
- 和歌山車掌区（旧・和歌山列車区）

##### 運転士
- 和歌山電車区（旧・和歌山列車区、橋本運転区）
- 紀伊田辺運転区

##### 運転士・車掌
- 新宮列車区（旧・新宮鉄道部）

#### 福知山管理部

##### 運転士
- 福知山運転所
- ●豊岡列車区（旧・豊岡鉄道部）

##### 車掌
- 福知山車掌区

##### 運転士・車掌
- 篠山口列車区（旧・篠山口鉄道部）
- 豊岡列車区寺前派出（旧・福崎鉄道部）

#### 山陰支社

##### 運転士
- 米子運転所
- 浜田運転区

##### 車掌
- 米子車掌区

##### 運転士・車掌
- 鳥取列車区
- 木次運転区

#### 岡山支社

##### 運転士
- 岡山運転区
- 津山運転区（旧・津山鉄道部津山運輸センター）

##### 車掌
- 岡山車掌区

##### 運転士・車掌
- 新見列車区（旧・備中鉄道部新見運輸センター）
- 福山列車区（旧・せとうち地域鉄道部せとうち乗務員センター、せとうち地域鉄道部糸崎乗務員センター、府中鉄道部）

#### 広島支社

##### 運転士
- 広島運転所
- 岩国運転区
- 三次鉄道部

##### 車掌
- 広島車掌区

##### 運転士・車掌
- 徳山列車区（旧・徳山地域鉄道部徳山乗務員センター）
- 下関列車区（旧・下関運転所、下関車掌区→下関地域鉄道部下関乗務員センター）
- 山口列車区（旧・山口鉄道部、宇部新川鉄道部→山口地域鉄道部山口乗務員センター）
- 長門鉄道部